# Godfrey Kututwa
Godfrey Kututwa es un escultor de Zimbabue, nacido el año 1967 en Nyanga, que vive y trabaja en Chitungwiza.

## Datos biográficos
Nacido casi completamente sordo, Kututwa es mudo, y debido a la precariedad ecoonómica de su familia su educación fue interrumpida cuando contaba pocos años de edad. Animado por Claud Nyanhongo, empezó a esculpir a los 21 años; vivió con el maestro a lo largo de varios años en Chitungwiza. Desde 1996 ha estado trabajando por su cuenta, retratando en sus obras el mundo de la naturaleza y con la inspiración de las creencias del pueblo Shona reflejadas en su arte.